# Профилирана гимназия „Христо Ботев“ (Попово)
Профилирана гимназия „Христо Ботев“ е средно училище в Попово, на адрес: ул. „6-и септември“ № 8А. Има само една учебна смяна – сутрин. Директор на училището е Атанас Атанасов.

## Материална база
Училището разполага с: обновена и санирана сграда, стоматологичен кабинет, 4 оборудвани компютърни кабинета, библиотека, кабинети по отделните дисциплини, физкултурен салон и закусвалня.

## Колектив
- Атанас Атанасов – директор
- Стефан Цонев – зам. директор
- Валентина Дачкова – старши учител по БЕЛ
- Нели Драганова - старши учител по БЕЛ
- Благосвета Тонева – старши учител по английски език
- Цветомира Василева – старши учител по английски език
- Юлия Славчева – учител по английски език
- Димитринка Петкова – старши учител по немски език
- Цветелина Иванова – старши учител по математика
- Любка Димитрова – старши учител по математика и ИТ
- Недко Илиев – старши учител по информатика и ИТ
- Снежана Добрева – главен учител по информатика и ИТ
- Христо Пенев - старши учител по физика и астрономия и ИТ
- Снежана Тодорова – старши учител по история и цивилизации
- Даниела Димитрова – старши учител по география и икономика
- Ваня Димитрова – старши учител по химия и ООС
- Севджан Феимова - старши учител по химия и ООС и биология и ЗО
- Петя Симеонова - старши учител по биология и ЗО
- Николай Димитров – старши учител по физическо възпитание спорт

## Възпитаници
От създаването си до днес училището е подготвило над 9000 възпитаници. В класните му стаи са учили известни личности, работили в сферата на науката, поети и писатели, артисти и музикални дейци, художници и архитекти а също и видни общественици.
- професорите Константин Бонев, Димитър Стойчев и Иван Христов
- писателите Колю Георгиев, Иван Аржентински и Богдан Глогински
- актьорите Петранка Ламбринова и Иван Братанов
- художникът Кирил Майски